# 24 Heures du Mans 1976
Navigation
Édition précédente Édition suivante
Les 24 Heures du Mans 1976 sont la 44e édition de l'épreuve et se déroulent les 12 et 13 juin 1976 sur le circuit de la Sarthe.

## Nombre de pilotes qualifiés pour la course
141 pilotes prennent le départ de la course et parmi eux, cinq femmes dont un équipage complet.
| 69 Français   | 14 Suisses  | 13 Allemands       | 12 Américains   | 12 Britanniques |
| 5 Australiens | 5 Belges    | 3 Mexicains        | 2 Néerlandais   | 1 Autrichien    |
| 1 Finlandais  | 1 Italienne | 1 Liechtensteinois | 1 Néo-Zélandais | 1 Portoricain   |

## Déroulement de la course

### Classements intermédiaires
| Pos. | Après la 1re heure | Après la 1re heure                                                         | Après 6 heures | Après 6 heures                                                             | Après 12 heures | Après 12 heures                                                          | Après 18 heures | Après 18 heures                                                          |
| Pos. | n°                 | Voiture / Pilotes                                                          | n°             | Voiture / Pilotes                                                          | n°              | Voiture / Pilotes                                                        | n°              | Voiture / Pilotes                                                        |
| ---- | ------------------ | -------------------------------------------------------------------------- | -------------- | -------------------------------------------------------------------------- | --------------- | ------------------------------------------------------------------------ | --------------- | ------------------------------------------------------------------------ |
| 1    | 20                 | Martini Racing Porsche System Porsche 936 (Gr.6 / 3.0) Ickx - van Lennep   | 20             | Martini Racing Porsche System Porsche 936 (Gr.6 / 3.0) Ickx - van Lennep   | 20              | Martini Racing Porsche System Porsche 936 (Gr.6 / 3.0) Ickx - van Lennep | 20              | Martini Racing Porsche System Porsche 936 (Gr.6 / 3.0) Ickx - van Lennep |
| 2    | 18                 | Martini Racing Porsche System Porsche 936 (Gr.6 / 3.0) Joest - Barth       | 18             | Martini Racing Porsche System Porsche 936 (Gr.6 / 3.0) Joest - Barth       | 18              | Martini Racing Porsche System Porsche 936 (Gr.6 / 3.0) Joest - Barth     | 10              | Grand Touring Cars Inc. Mirage GR8 (Gr.6 / 3.0) Lafosse - Migault        |
| 3    | 19                 | Renault Sport Renault Alpine A442 (Gr.6 / 3.0) Jabouille - Tambay - Dolhem | 19             | Renault Sport Renault Alpine A442 (Gr.6 / 3.0) Jabouille - Tambay - Dolhem | 10              | Grand Touring Cars Inc. Mirage GR8 (Gr.6 / 3.0) Lafosse - Migault        | 12              | Alain de Cadenet De Cadenet-Lola T380 (Gr.6 / 3.0) de Cadenet - Craft    |
| 4    | 40                 | Martini Racing Porsche System Porsche 935 (Gr.5) Stommelen - Schurti       | 10             | Grand Touring Cars Inc. Mirage GR8 (Gr.6 / 3.0) Lafosse - Migault          | 12              | Alain de Cadenet De Cadenet-Lola T380 (Gr.6 / 3.0) de Cadenet - Craft    | 40              | Martini Racing Porsche System Porsche 935 (Gr.5) Stommelen - Schurti     |
| 5    | 12                 | Alain de Cadenet De Cadenet-Lola T380 (Gr.6 / 3.0) de Cadenet - Craft      | 11             | Grand Touring Cars Inc. Mirage GR8 (Gr.6 / 3.0) Bell - Schuppan            | 11              | Grand Touring Cars Inc. Mirage GR8 (Gr.6 / 3.0) Bell - Schuppan          | 11              | Grand Touring Cars Inc. Mirage GR8 (Gr.6 / 3.0) Bell - Schuppan          |

### Classement final de la course

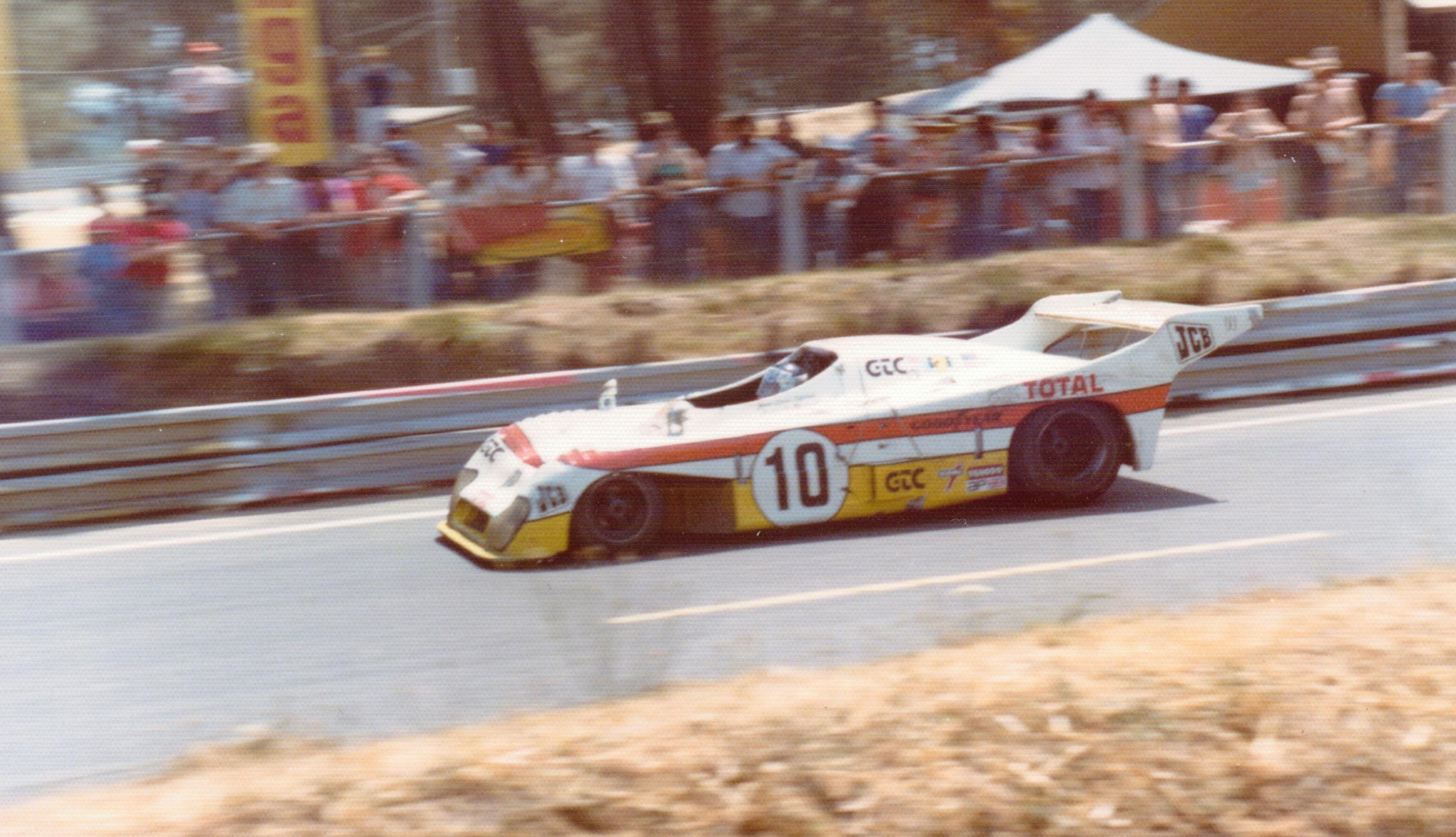
La Mirage GR8, deuxième à l'arrivée de l'édition 1976.

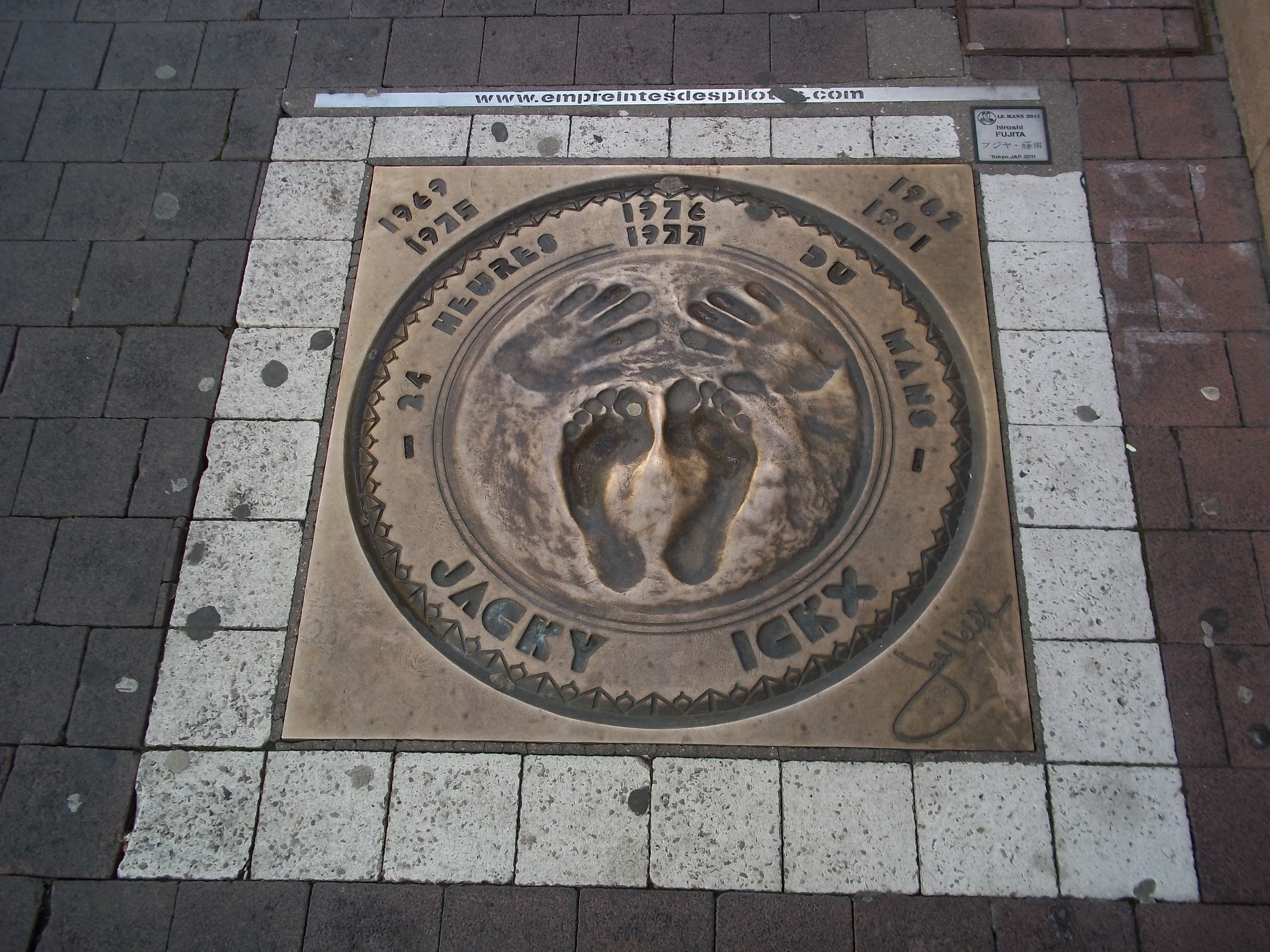
Plaque bronze des empreintes de J.Ickx, pilote vainqueur 1969-75-76-77-81-82 des 24 Heures du Mans.

Voici le classement officiel au terme des 24 heures de course.
- Les vainqueurs de chaque catégorie sont signalés par un fond jauni.
- Dans la colonne Pneus[1] apparaît l'initiale du fournisseur, il suffit de placer le pointeur au-dessus du modèle pour connaître le manufacturier de pneumatiques.

| Pos.  | Catégorie | N° | Écurie                                      | Pilotes                                                            | Châssis                     | Moteur                             | Pneus | Tours |
| ----- | --------- | -- | ------------------------------------------- | ------------------------------------------------------------------ | --------------------------- | ---------------------------------- | ----- | ----- |
| 1     | Gr.6 3.0  | 20 | Martini Racing Porsche System               | Jacky Ickx Gijs van Lennep                                         | Porsche 936                 | Porsche Type-935 2.1L Turbo Flat-6 | G     | 349   |
| 2     | Gr.6 3.0  | 10 | Grand Touring Cars Inc.                     | Jean-Louis Lafosse François Migault                                | Mirage GR8                  | Ford Cosworth DFV 3.0L V8          | G     | 338   |
| 3     | Gr.6 3.0  | 12 | Alain de Cadenet                            | Alain de Cadenet Chris Craft                                       | De Cadenet-Lola T380        | Ford Cosworth DFV 3.0L V8          | G     | 337   |
| 4     | Gr.5      | 40 | Martini Racing Porsche System               | Rolf Stommelen Manfred Schurti                                     | Porsche 935                 | Porsche Type-935 2.9L Turbo Flat-6 | D     | 331   |
| 5     | Gr.6 3.0  | 11 | Grand Touring Cars Inc.                     | Derek Bell Vern Schuppan                                           | Mirage GR8                  | Ford Cosworth DFV 3.0L V8          | G     | 326   |
| 6     | Gr.5      | 52 | Gérard Méo                                  | Raymond Touroul Alain Cudini                                       | Porsche 911 Carrera RSR     | Porsche 3.0L Flat-6                | D     | 314   |
| 7     | Gr.6 3.0  | 17 | Joest Racing Team                           | Ernst Kraus Günther Steckkönig                                     | Porsche 908/3               | Porsche Type-935 2.1L Turbo Flat-6 | G     | 313   |
| 8     | GTP       | 1  | Inaltera                                    | Jean-Pierre Beltoise Henri Pescarolo                               | Inaltera GT                 | Ford Cosworth DFV 3.0L V8          | D     | 305   |
| 9     | Gr.5      | 63 | Evon Evertz K.G.                            | Heinz Martin Hartwig Bertrams                                      | Porsche 911 Carrera RSR     | Porsche 3.0L Flat-6                | ?     | 302   |
| 10    | Gr.5      | 42 | BMW Motorsport GmbH / Alpina                | Harald Grohs Sam Posey Hugues de Fierlant                          | BMW 3.5CSL                  | BMW 3.5L I6                        | G     | 299   |
| 11    | Gr.5      | 54 | Louis Meznarie                              | Hubert Striebig Anne-Charlotte Verney Helmut Kirschoffer           | Porsche 934                 | Porsche 3.0L Turbo Flat-6          | D     | 298   |
| 12    | GT        | 71 | « Ségolen »                                 | « Ségolen » Maurice Ouvière Jean-Yves Gadal                        | Porsche 911 Carrera RSR     | Porsche 3.0L Flat-6                | M     | 292   |
| 13    | Gr.5      | 53 | ASA Cachia                                  | Thierry Sabine Philippe Dagoreau Jean-Claude Andruet               | Porsche 911 Carrera RS      | Porsche 3.0L Flat-6                | D     | 288   |
| 14    | IMSA      | 77 | Tom Vaugh                                   | Tom Vaugh John Rulon-Miller (pl) Jean-Pierre Laffeach              | Porsche 911 Carrera RSR     | Porsche 3.0L Flat-6                | G     | 283   |
| 15    | Gr.6 -2.0 | 35 | Daniel Brillat Georges Morand               | Georges Morand François Trisconi André Chevalley                   | Lola T292                   | Ford Cosworth 2.0L I4              | F     | 279   |
| 16    | GT        | 57 | Gelo Racing Team                            | Tim Schenken Toine Hezemans                                        | Porsche 934                 | Porsche 3.0L Turbo Flat-6          | G     | 277   |
| 17    | GT        | 67 | Joël Laplacette                             | Joël Laplacette Alain Leroux Georges Bourdillat                    | Porsche 911 Carrera RSR     | Porsche 3.0L Flat-6                | M     | 273   |
| 18    | Gr.5      | 50 | Thierry Perrier                             | Thierry Perrier Guy de Saint-Pierre Martine Rénier                 | Porsche 911 Carrera RSR     | Porsche 3.0L Flat-6                | D     | 273   |
| 19    | GT        | 65 | Porsche Kremer Racing                       | Marie-Claude Charmasson Didier Pironi Bob Wollek                   | Porsche 934                 | Porsche 3.0L Turbo Flat-6          | G     | 270   |
| 20    | GTP       | 3  | Aseptogyl                                   | Christine Dacremont Lella Lombardi                                 | Lancia Stratos              | Ferrari Dino 2.4L Turbo V6         | M     | 265   |
| 21    | GTP       | 2  | Inaltera                                    | Christine Beckers Jean-Pierre Jaussaud Jean Rondeau                | Inaltera LM                 | Ford Cosworth DFV 3.0L V8          | D     | 264   |
| 22    | Gr.6 -2.0 | 31 | Chandler Ibec                               | Tony Birchenhough Ian Bracey Simon Phillips Brian Joscelyne        | Lola T290/4                 | Ford Cosworth FVC 2.0L I4          | G     | 252   |
| 23    | Gr.5      | 55 | Almeras Frères                              | Christian Poirot (de) René Boubet                                  | Porsche 911 Carrera RSR     | Porsche 3.0L Flat-6                | D     | 245   |
| 24    | TS        | 95 | Jean-Louis Ravenel                          | Jean-Louis Ravenel Jean Ravenel Jean-Marie Détrin                  | BMW 3.0CSL                  | BMW 3.0L I6                        | D     | 237   |
| N. c. | Gr.6 -2.0 | 30 | Jean-Marie Lemerle                          | Jean-Marie Lemerle (de) Alain Lévie Patrick Daire                  | Lola T294                   | ROC-Simca 2.0L I4                  | G     | 218   |
| N. c. | GT        | 61 | ASA Cachia                                  | Jean-Claude Andruet Henri Cachia Jacques Borras                    | Porsche 934                 | Porsche 3.0L Turbo Flat-6          | D     | 203   |
| N. c. | GT        | 70 | "Beurlys"                                   | John Blaton Nick Faure (en) John Goss                              | Porsche 934                 | Porsche 3.0L Turbo Flat-6          | ?     | 168   |
| Abd.  | Gr.5      | 47 | Porsche Kremer Racing                       | Juan-Carlos Bolanos Eduardo Lopez Negrete Billy Sprowls Hans Heyer | Porsche 935                 | Porsche Type-935 2.8L Turbo Flat-6 | G     |       |
| Abd.  | Gr.6 -2.0 | 26 | Société ROC                                 | Alain Flotard (de) Fred Stalder Albert Dufrène                     | Chevron B36                 | ROC-Simca 2.0L I4                  | G     |       |
| Abd.  | GT        | 58 | G.V.E.A. Porsche Club Romand                | Bernard Chenevière Peter Zbinden Nicolas Bührer                    | Porsche 934                 | Porsche 3.0L Turbo Flat-6          | M     |       |
| Abd.  | Gr.5      | 46 | Team Brock                                  | Peter Brock Brian Muir Jean-Claude Aubriet                         | BMW 3.5CSL                  | BMW 3.5L I6                        | B     |       |
| Abd.  | GT        | 69 | Schiller Racing Team                        | Claude Haldi Florian Vetsch                                        | Porsche 934                 | Porsche 3.0L Turbo Flat-6          | G     |       |
| Abd.  | Gr.6 3.0  | 18 | Martini Racing Porsche System               | Reinhold Joest Jürgen Barth                                        | Porsche 936                 | Porsche Type-935 2.1L Turbo Flat-6 | G     |       |
| Abd.  | GTP       | 5  | Ecurie T.S.                                 | Guy Chasseuil Claude Ballot-Léna                                   | WM P76                      | Peugeot PRV 2.7L V6                | M     |       |
| Abd.  | IMSA      | 78 | Diego Febles Racing                         | Diego Febles Alec Poole Hiram Cruz                                 | Porsche 911 Carrera RSR     | Porsche 3.0L Flat-6                | G     |       |
| Abd.  | Gr.6 -2.0 | 29 | José Thibault                               | José Thibault Alain Hubert Michel Lateste                          | Lenham                      | Ford Cosworth FVC 1.9L I4          |       |       |
| Abd.  | Gr.5      | 44 | A.S.P.M. - Tanday Music                     | Jean-Claude Justice Jean Bélin                                     | BMW 3.5CSL                  | BMW 3.5L I6                        | D     |       |
| Abd.  | Gr.5      | 43 | BMW Motorsport GmbH Schnitzer Motorsport    | Dieter Quester Albrecht Krebs Alain Peltier                        | BMW 3.5CSL                  | BMW 3.5L I6                        | G     |       |
| Abd.  | Gr.6 3.0  | 16 | Egon Evertz K.G.                            | Leo Kinnunen Egon Evertz                                           | Porsche 908/3               | Porsche 3.0L Flat-8                | D     |       |
| Abd.  | Gr.6 3.0  | 19 | Renault Sport                               | Jean-Pierre Jabouille Patrick Tambay José Dolhem                   | Renault Alpine A442         | Renault 2.0L Turbo V6              | M     |       |
| Abd.  | Gr.6 -2.0 | 27 | Société ROC                                 | François Sérvanin Laurent Ferrier                                  | Chevron B36                 | ROC-Simca 2.0L I4                  | G     |       |
| Abd.  | NASCAR    | 90 | NASCAR - Donlavey                           | Dick Brooks Dick Hutcherson Marcel Mignot                          | Ford Torino                 | Ford 7.0L V8                       | G     |       |
| Abd.  | GT        | 62 | Philippe Dagoreau                           | Christian Bussi (de) Philippe Gurdjian Christian Gouttepifre       | Porsche 911 Carrera RSR     | Porsche 3.0L Flat-6                | D     |       |
| Abd.  | GTX       | 72 | William Vollery                             | Jean-Pierre Aeschlimann Roger Dorchy William Vollery               | Porsche 911 Carrera RS      | Porsche 3.0L Flat-6                | M     |       |
| Abd.  | Gr.6 -2.0 | 33 | Georges Schäfer                             | Georges Schäfer Jean-Pierre Adatte Riccardo Albanesi               | Chevron B26                 | Ford Cosworth FVC 1.8L I4          | D     |       |
| Abd.  | Gr.5      | 48 | Jean-Louis Chateau                          | Jean-Louis Chateau Dominique Fornage Jean-Claude Guérie            | Porsche 934/5               | Porsche Type-935 3.0L Turbo Flat-6 | D     |       |
| Abd.  | Gr.5      | 49 | Gelo Racing Team                            | Clemens Schickentanz Howden Ganley                                 | Porsche 911 Carrera RSR     | Porsche 3.0L Flat-6                | G     |       |
| Abd.  | GT        | 73 | Sionauto 2001                               | Claude Buchet André Haller Jean-Luc Favresse                       | Datsun 240Z                 | Datsun 2.6L I6                     | G     |       |
| Abd.  | IMSA      | 76 | IMSA Camel                                  | John Greenwood Bernard Darniche                                    | Chevrolet Corvette Stingray | Chevrolet 7.0L V8                  | G     |       |
| Abd.  | Gr.6 3.0  | 21 | G.V.E.A. Porsche Club Ramond Xavier Lapeyre | Xavier Lapeyre Bernard Chevanne                                    | Lola T286                   | Ford Cosworth DFV 3.0L V8          | G     |       |
| Abd.  | Gr.5      | 41 | BMW Motorsport GmbH                         | Peter Gregg Brian Redman                                           | BMW 3.0CSL Turbo            | BMW 3.2L Turbo I6                  | G     |       |
| Abd.  | Gr.6 -2.0 | 36 | Chuck Graeminger                            | Daniel Brillat Michel Degourmois « Depnic »                        | Cheetah G601                | BMW 2.0L I4                        | G     |       |
| Abd.  | Gr.5      | 45 | Hermetite Productions Ltd.                  | John Fitzpatrick Tom Walkinshaw                                    | BMW 3.5CSL                  | BMW 3.5L I6                        | G     |       |
| Abd.  | IMSA      | 75 | IMSA Camel                                  | Michael Keyser Eddie Wachs                                         | Chevrolet Monza             | Chevrolet 5.7L V8                  | G     |       |
| Abd.  | NASCAR    | 4  | NASCAR - McGriff                            | Hershel McGriff Doug McGriff                                       | Dodge Charger               | Dodge 7.0L Hemi V8                 | G     |       |

Détail :
- La no 30 Lola T294, la no 61 Porsche 934 et la no 70 Porsche 934 n'ont pas été classées pour distance parcourue insuffisante (moins de 70 % de la distance parcourue par le 1er de l'épreuve).

## Pole position et record du tour
- Pole position : Jean-Pierre Jabouille sur no 19 Renault Alpine A442 - Renault Sport en 3 min 33 s 1 (230,427 km/h)
- Meilleur tour en course : Jean-Pierre Jabouille sur no 19 Alpine Renault A442 - Renault Sport en 3 min 43 s 0 (220,197 km/h)

## Autre Prix
- L'équipage de la no 3 Lancia Stratos remporte la Coupe des Dames.

## Heures en tête
Voiture(s) figurant en tête de l'épreuve à la fin de chaque heure de course :
| n° | Voiture     | Écurie         | Pilotes                    | Heures    | Total     |
| -- | ----------- | -------------- | -------------------------- | --------- | --------- |
| 20 | Porsche 936 | Martini Racing | Jacky Ickx Gijs van Lennep | 1re à 24e | 24 heures |

## À noter
- Longueur du circuit : 13,640 km
- Distance parcourue : 4 769,923 km
- Vitesse moyenne : 198,748 km/h
- Écart avec le 2e : 149,130 km
- 150 000 spectateurs